# Geffen Records
Geffen Records — американська звукозаписна компанія, створена 1980 року. Підрозділ музичного холдингу Universal Music Group та частина лейблу Interscope Geffen A&M Records. Штаб-квартира розташована у Нью-Йорку. Голова — Джі Робертсон, який своєю чергою підпорядковуються головному виконавчому директору Interscope Records.

## Історія
Лейбл Geffen Records було засновано в 1980 Девідом Геффеном. За десять років до того Геффен заснував інший великий лейбл Asylum Records, але протягом останніх декількох років не працював в музичній індустрії. Офіс Geffen Records знаходився в колишньому приміщенні Asylum Records в Лос-Анджелесі. Першими відомими артистами лейблу стали Джон Леннон та Донна Саммер. Зокрема, платівка Джона Леннона та Йоко Оно Double Fantasy стала першою в історії лейблу, що була продана тиражем більше мільйона примірників, та потрапила на перше місце національного хіт-параду.
Протягом 1980-х років джерелом фінансування Geffen Records стала компанія Warner Bros, віцепрезидентом якої був Геффен. Компанія займалась розповсюдженням записів в США, а після 1985 році — і в Європі (замість Epic Records). До каталогу лейблу додавались нові виконавці, такі як Пітер Гебріел, Tesla, Шер та багато інших. До того ж компанія стала приділяти особливу увагу рок-гуртам, підписавши Whitesnake, Guns N' Roses, Aerosmith та Sonic Youth. Дебютний альбом Guns N' Roses Appetite for Destruction розійшовся тиражем понад 13 млн примірників, а всього за перші десять років існуванні Geffen Records 41 їхній альбом став «золотим», а 22 — «платиновим».
В 1990 році Geffen Records став частиною MSA Music Entertainment, таким чином, позбувшись репутації «найбільш успішної незалежної звукозаписної компанії у світі». Девід Геффен залишився керівником компанії. Дистриб'юція записів поступово перейшла від WEA (Warner Bros. — Elektra — Atlantic) до корпорації Uni Distribution. До того ж Geffen Records створив окремий імпринт DGC для андеграундних виконавців. Дебютне підписанні DGC стало надзвичайно вдалим: альбом Nirvana Nevermind, що вийшов в 1991 році, було розпродано тиражем понад 12 млн примірників. Слідом за Nirvana, успіху досягли платівки Counting Crows, Hole та Бека Гансена. Станом на 1996 рік, артисти Geffen Records та DGC випустили 76 «золотих», 48 «платинових» та 22 «мультиплатинових» альбоми, та виграли 23 нагороди «Греммі».
В 1995 році батьківська компанія Geffen MCA Music Entetainment змінила назву на Universal Music Group. В 1999 році UMG придбали ще одну незалежну компанію звукозапису PolyGram, після чого об'єднала три свої найбільших лейбли в один — Intersope Geffen A&M. У 2000 роки Geffen Records продовжили існування як окремий імпринт, поглинувши MCA Records (2003) та DreamWorks Records (2004).